# Louise Brunskog
Louise Brunskog (* 2. Januar 1993) ist eine schwedische Tennisspielerin.

## Karriere
Brunskog spielt hauptsächlich auf Turnieren des ITF Women’s Circuit, bei denen sie bislang aber noch keinen Titel gewinnen konnte.
2011 spielte sie erstmals ein Turnier der WTA Tour, als sie eine Wildcard für die Qualifikation zu den Collector Swedish Open erhielt. Sie verlor gegen Justine Ozga bereits in der ersten Qualifikationsrunde mit 2:6 und 2:6. 2013 startete sie abermals mit einer Wildcard zur Qualifikation der Collector Swedish Open, verlor aber ebenfalls bereits in der ersten Qualifikationsrunde gegen Andrea Gámiz mit 1:6 und 4:6.